# Iglesia de Santa María de Tina
La Iglesia de Santa María de Tina, es un templo en ruinas, situado a las afueras de la localidad de Pimiango, parroquia de Colombres, en el concejo asturiano de Ribadedeva. Muy cercana a esta se levanta la Ermita de Santu Medé, y por el interés histórico-arqueológico de ambas, el Principado de Asturias procedió a declararlas conjuntamente como Bienes de Interés Cultural, con las categorías de monumento y de zona arqueológica.

## Historia

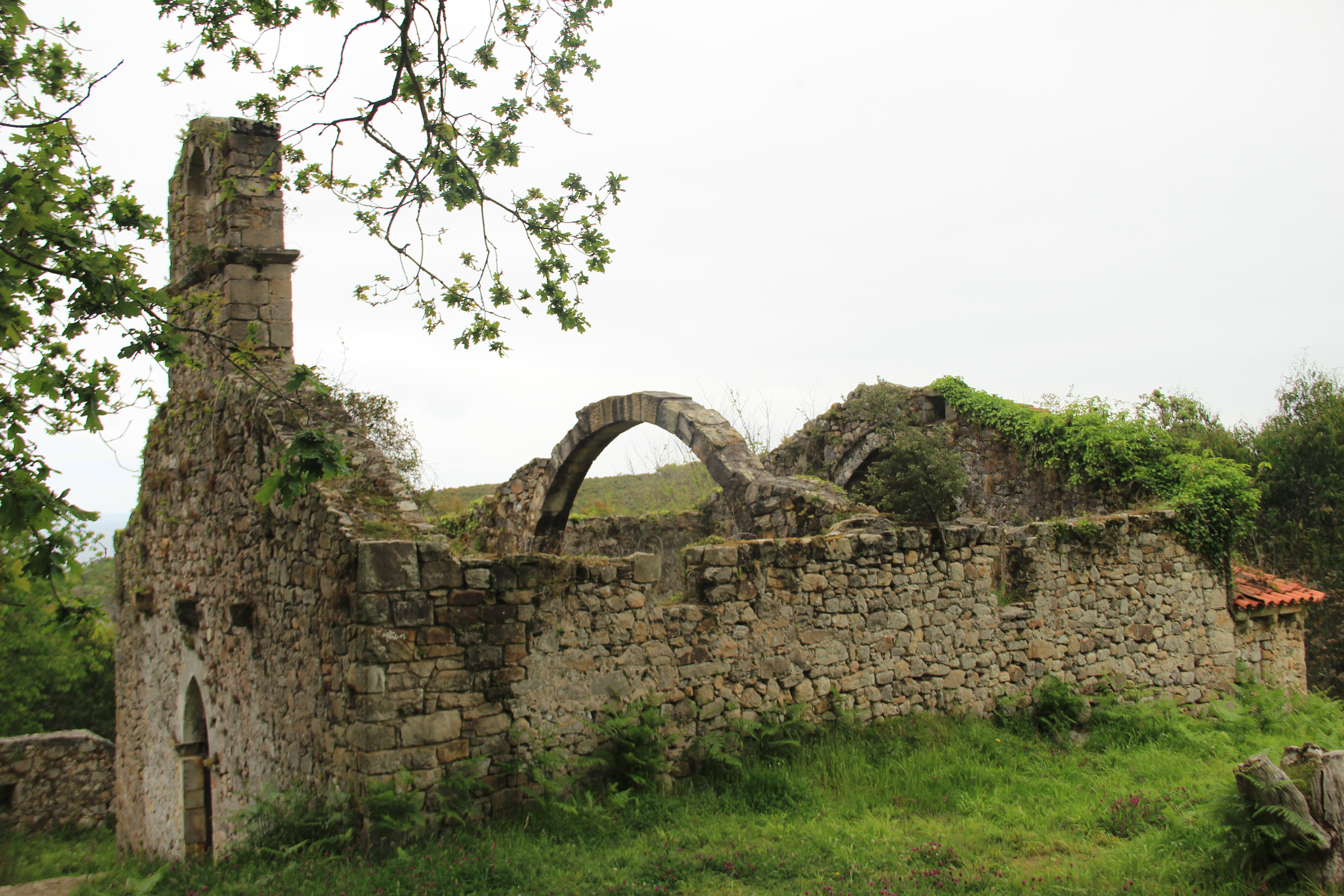
Iglesia. Lateral sur.

Las ruinas de la iglesia de Santa María de Tina se localizan al pie de la sierra de Pimiango, en una plataforma muy próxima a la costa, en fuerte desnivel respecto a esta, y en un entorno plenamente natural, entre encinas, eucaliptos y matorral. Se accede a la misma siguiendo una pista que parte de la ermita de Santu Medé, a un kilómetro de distancia aproximadamente. Este emplazamiento en un espacio retirado con un acceso complicado explicaría según algunos autores su carácter de eremitorio o centro religioso diseñado de acuerdo con los preceptos de sobriedad propios de la orden cisterciense.
Son muy escasas las referencias documentales conservadas, si bien y pese al actual estado de abandono y deterioro, la contemplación de sus paredes permite inferir un proceso de reformas y remodelaciones de las que no ha quedado noticia escrita.
Se trata en esencia de una construcción sencilla y de factura algo tosca, construida en mampostería, sillarejo y sillar, cuyos restos más antiguos preservados se remontarían a finales del siglo XIII, adscribiéndose a una traza tardo-románica.
La primera mención documental al templo aparece en un diploma de 25 de agosto de 932, que alude a «Sancta Maria de Tina cum suas hereditates et cum suis pescaminis et cum suis abiacenciis». Con posterioridad, en una Nómina del arciprestazgo de Ribadedeva. se encuentra una referencia a la advocación de Santa María de Tina.
Se ha venido considerando a esta iglesia como un monasterio, poniéndose también a la misma en relación con eremitas, sin que las excavaciones arqueológicas hayan aportado al respecto información concluyente, al no haber sido posible localizar lugares de habitación. Según el profesor Fernández Conde, el muro antiguo, perteneciente a la primitiva construcción, sería de mampostería, hecho a base de piedras muy poco trabajadas, aglutinadas con cal y arena. Correspondería a una fábrica de pequeñas proporciones, de una sola nave, muy distinta por lo tanto de las iglesias de los siglos VIII o X, y por su tamaño y la tosquedad del aparejo resultarían propios de una “cella orationis”, un edificio de devoción cristiana de la primera época de la Reconquista.

## Arquitectura

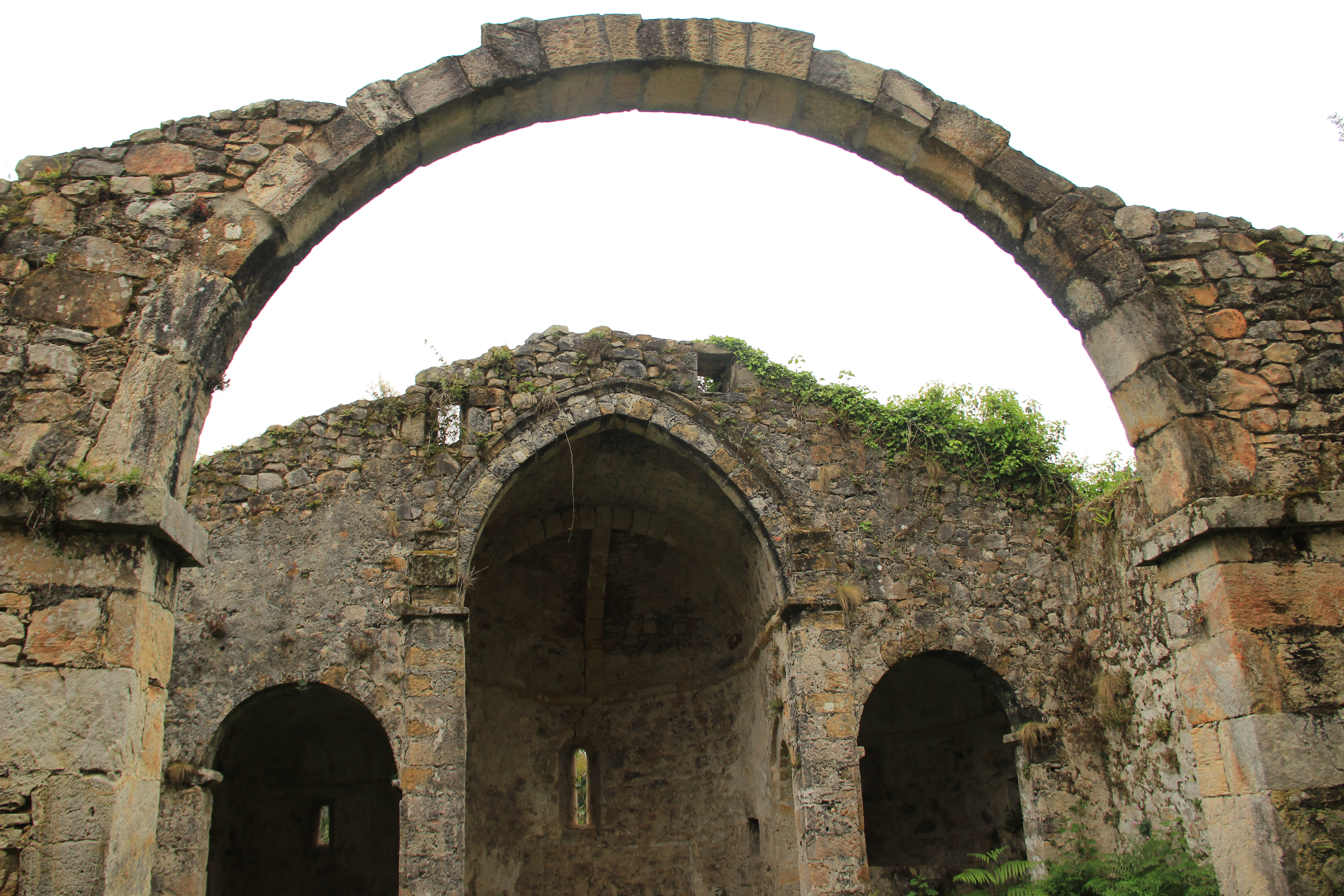
Iglesia. Arco triunfal y cabecera

Del primitivo templo que se menciona en el siglo X no quedan restos en pie. Los elementos arquitectónicos de la actual construcción se adscriben a una etapa avanzada del románico, quizás de finales del XII.
La iglesia románica de Santa María de Tina no conserva la techumbre en la nave pero sí la estructura de la planta original, que se organiza en una nave de considerable anchura rematada en una cabecera de tres ábsides semicirculares precedidos de tramos rectos, destacando en planta y alzado el central. Los muros, construidos a base de mampostería y sillarejo, están bastante retocados, contrastando su paramento con los buenos sillares empleados en los arcos triunfales y apoyos del interior. En la zona de la cabecera se adaptan a la pendiente del terreno y se calan por tres aspilleras en los muros testeros. También de la primitiva fábrica románica se conservan en los aleros de los tres ábsides, algunos canecillos de perfil en caveto, sin decoración alguna; en la capilla norte se abre otra aspillera en el muro del Evangelio y los canecillos parecen haber sido recolocados después.
Al flanco norte del templo se conserva un muro semiderruido de traza medieval, al que se adosó posteriormente una edificación, a la que se accedía mediante una puerta adintelada. Este cuerpo no conserva su techumbre. También de traza medieval, pero sin duda de alguna reforma llevada a cabo en el templo en época gótica, se conserva la portada occidental, consistente en un arco apuntado sobre impostas sencillas molduradas, que se corresponde al interior con un arco rebajado.
En el imafronte sobresalen varios canes que testimonian la existencia de un pórtico perdido. De época moderna, la espadaña se articula en dos pisos, uno inferior macizo, construido siguiendo las directrices del muro y otro superior en el que se abre el hueco semicircular que albergaría la campana, que remata el imafronte, También parece ser de esta época el horno de ladrillo localizado en la esquina derecha de la fachada occidental, cuya función sería la de calentar a los feligreses que se acercaban al templo.
En el interior, los elementos más interesantes de la primitiva fábrica se encuentran localizados en la zona de la cabecera. Los tres ábsides conservan tanto los arcos triunfales de ingreso como el abovedamiento románico; al ábside principal se accede mediante un arco triunfal de rosca apuntada con guardapolvo en nacela que apoya en jambas. Estas presentan el borde exterior en chaflán y varios huecos en la cara interior, donde seguramente se encajaría algún cancel para separar la capilla de la nave. Está precedido de un tramo recto cubierto con bóveda de cañón; el tramo semicircular se cubre con una bóveda de horno de despiece concéntrico reforzada por un nervio plano que, partiendo del centro del testero, llega hasta un arco fajón que separa la cubierta de este espacio de la del tramo recto. A la izquierda del arco de refuerzo que parte del testero hay una ventana aspillera con derrame interno abocinada. Ambos tramos de bóveda arrancan de una línea de imposta en nacela que se continúa en las impostas del arco triunfal.

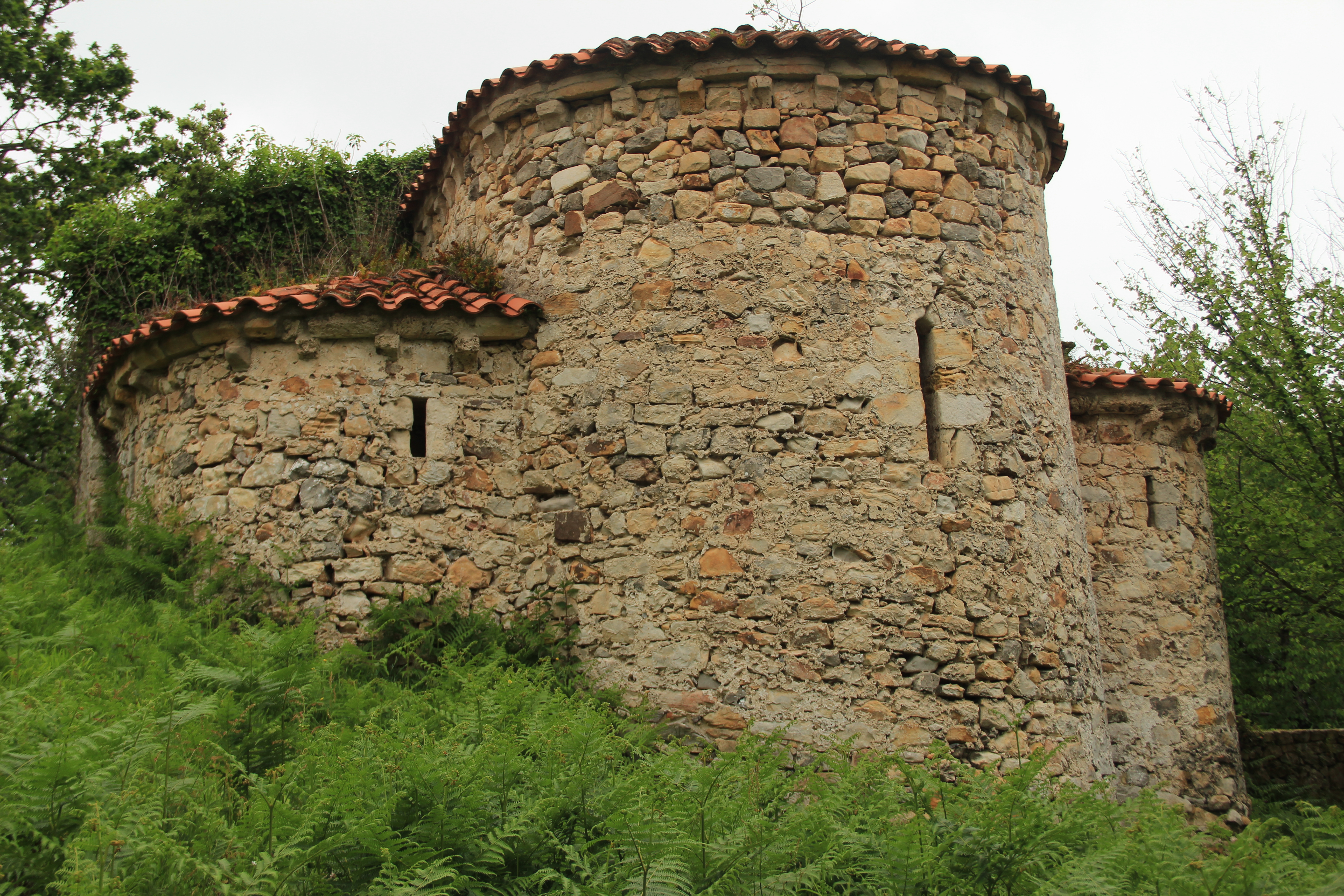
Iglesia. Ábsides.

Los tres ábsides se comunican entre sí mediante arcos de medio punto, protegidos también por un guardapolvo, que arrancan de impostas en nacela. Los ábsides laterales están precedidos también por un tramo recto cubierto con bóveda de cañón y conservan dos aras de piedra adosadas al testero. Ambas capillas se iluminan por pequeñas ventanas con derrame interno. En la zona del arco triunfal central se conservan restos de decoración pictórica de cronología incierta.
La cabecera tripartita no se corresponde con tres naves sino con una sola, dividida en dos tramos mediante un arco fajón, que descansa en pilastras coronadas por impostas prismáticas que se continúan en los muros de la nave. No se conserva en esta ningún vano de la fábrica primitiva. Se desconoce el tipo de cubierta original de la nave, habiéndose apuntado como hipótesis la de una bóveda de cañón, o la de una armadura de madera a dos aguas (por carecer de los contrafuertes propios de las construcciones abovedadas).

## Bienes muebles
La talla románica de la Virgen con el Niño procedente de Santa María de Tina se conserva en la actualidad en la iglesia parroquial de San Roque de Pimiango, junto con un tríptico escultórico de Santa Ana, la Virgen y el Niño, de los siglos XVI o XVII.
In situ y en el Museo Arqueológico de Asturias, se conservan varios fragmentos de sepulcros románicos pertenecientes a esta iglesia. Así, en el exterior del templo, próxima a la estructura arquitectónica adosada al muro norte de la nave, se localiza una tapa de sepulcro lisa de forma trapezoidal, y en el interior, adosado a este mismo flanco de la nave se encuentra la caja de un sepulcro de piedra, muy deteriorado, cuya tapa puede que sea la anteriormente mencionada. Y en el Museo Arqueológico se custodia otra lauda sepulcral, de forma trapezoidal, de piedra arenisca, decorada con dos hileras de dientes de sierra en los bordes de los lados largos que flanquean un tallo ondulante.
Por Decreto 8/2020, de 5 de marzo, del Principado de Asturias (B.O.P.A. nº 52 de 16/03/2020, y B.O.E. nº 126 de 06/05/2020), la Iglesia de Santa María de Tina (junto con la Ermita de Santu Medé), fue declarada Bien de Interés Cultural.